# Erithalis harrisii
Erithalis harrisii är en måreväxtart som beskrevs av Ignatz Urban. Erithalis harrisii ingår i släktet Erithalis och familjen måreväxter. IUCN kategoriserar arten globalt som nära hotad.
Artens utbredningsområde är Jamaica. Inga underarter finns listade i Catalogue of Life.